# Модрина (пам'ятка природи, Старовижівський район)
Модрина — ботанічна пам'ятка природи місцевого значення. Об'єкт розташований на території Ковельського району Волинської області, ДП «Старовижівське ЛГ», Дубечнівське лісництво.
Площа — 0,2 га, статус отриманий у 1991 році. Дев'ять дерев модрини європейської віком до 65 років, діаметром стовбура 24 см, висотою до 25 м, що зростають у вологій судіброві.

## Галерея

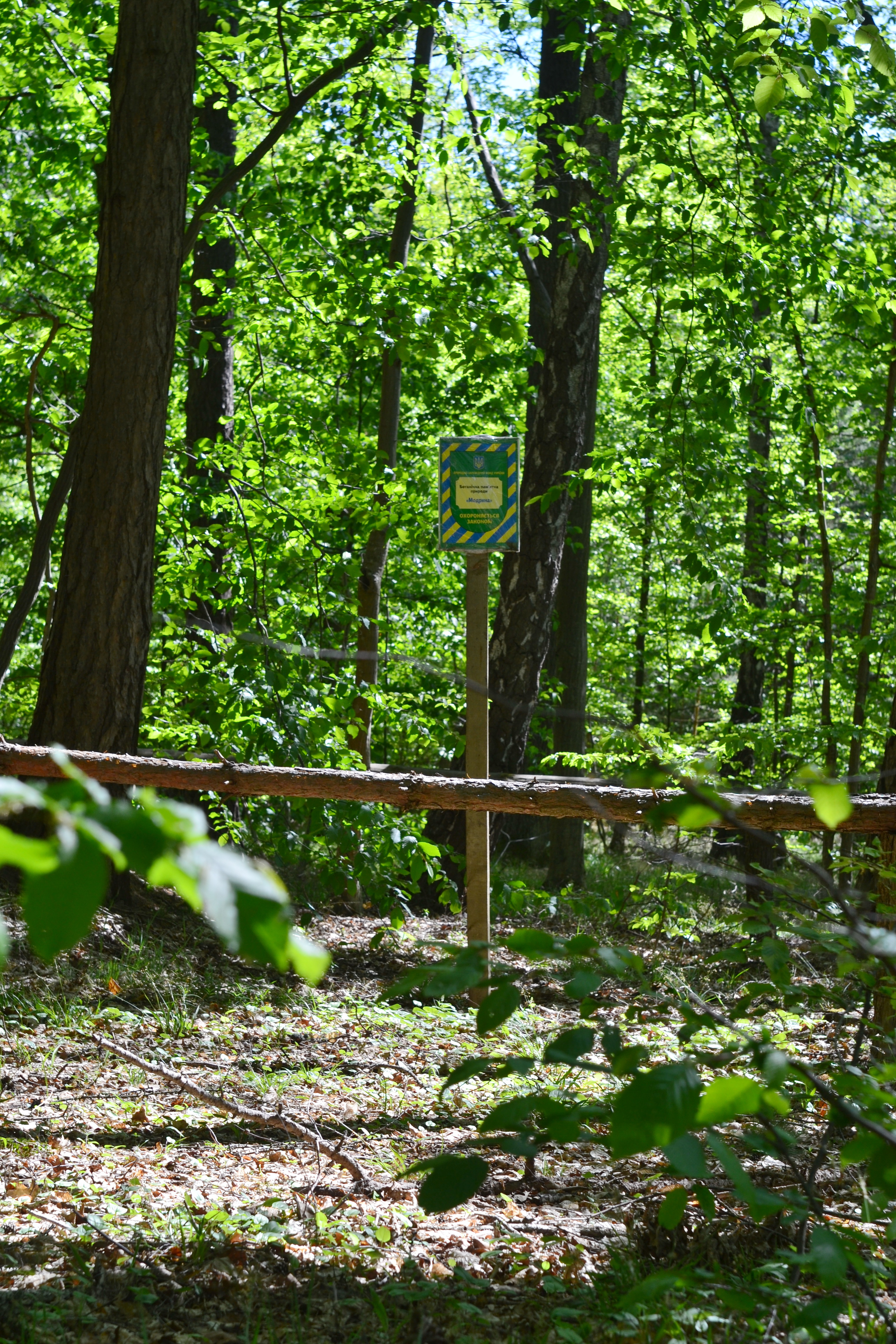
Охоронна дошка
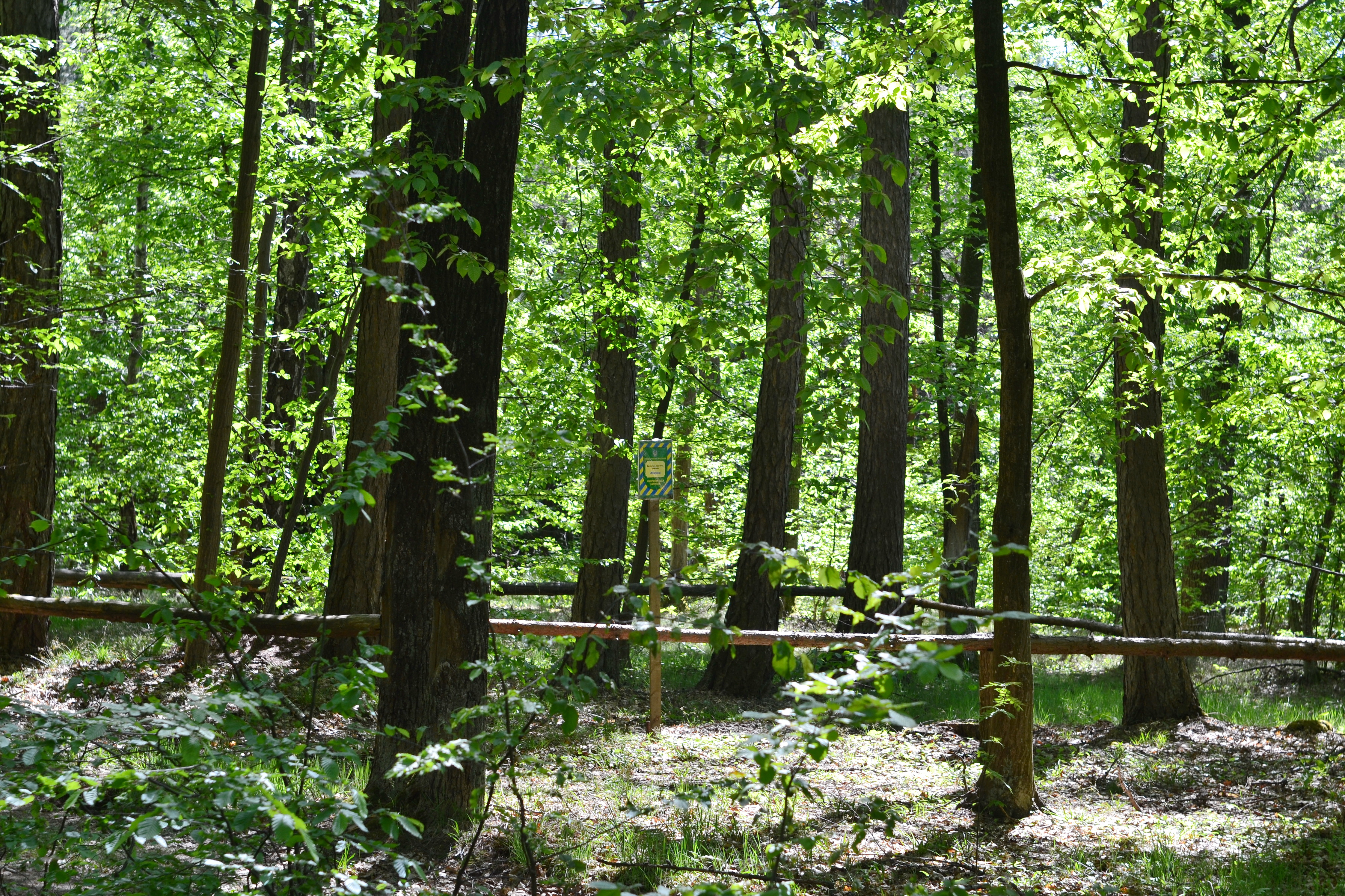
Група дерев
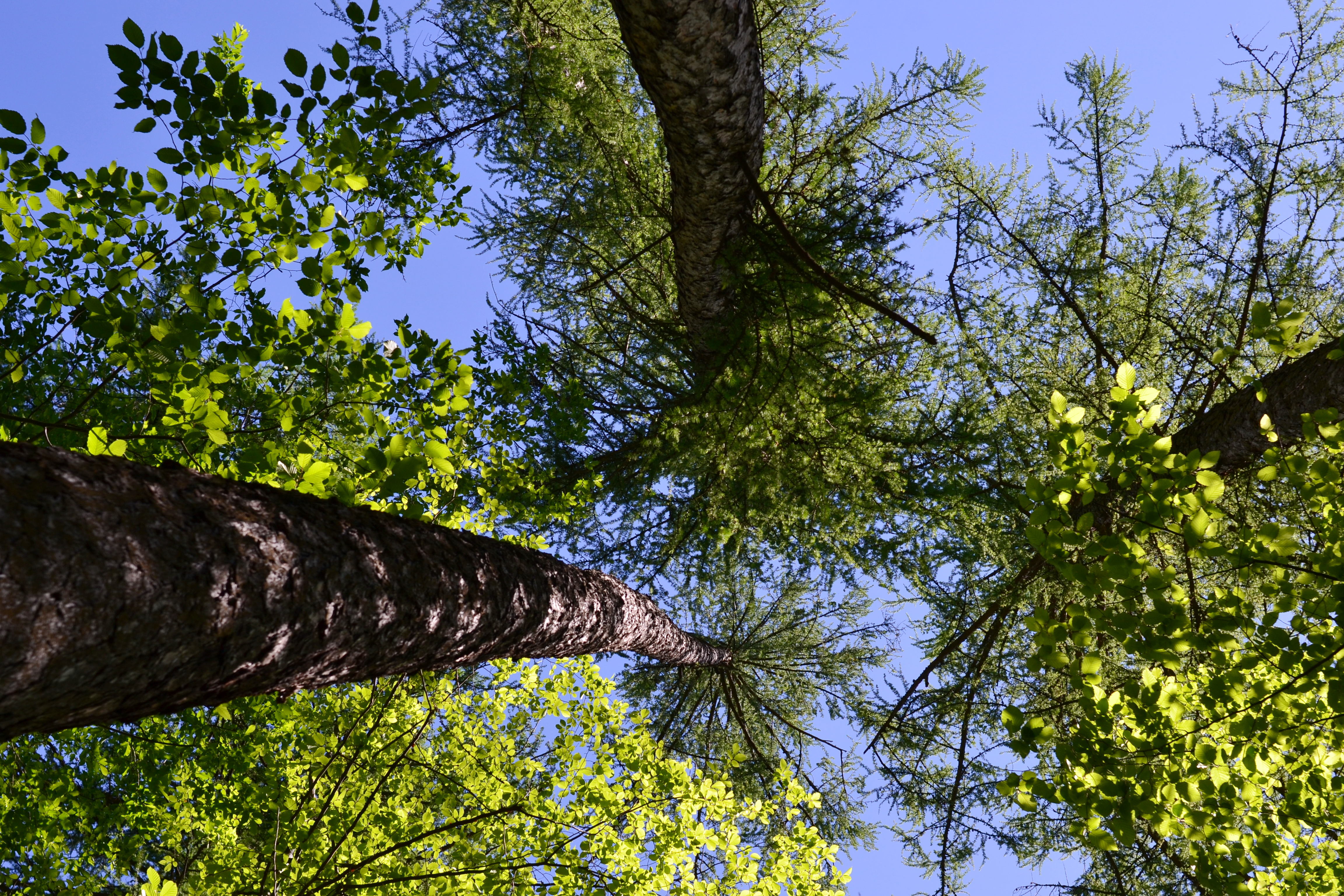
погляд до верху дерев